# لويس دومينغو رودريغيز باردو
لويس دومينغو رودريغيز باردو (بالإسبانية: Luis Aníbal Rodríguez Pardo)‏ هو رئيس أساقفة بوليفي، ولد في 12 يناير 1915 في بوناتا، بوليفيا في بوليفيا، وتوفي في 26 مارس 2004.